# Aphilopota scapularia
Aphilopota scapularia är en fjärilsart som beskrevs av Pieter Cornelius Tobias Snellen 1833. Aphilopota scapularia ingår i släktet Aphilopota och familjen mätare. Inga underarter finns listade i Catalogue of Life.